# “さようなら”からはじめよう
「“さようなら”からはじめよう」は、1987年6月21日にリリースされた田原俊彦の29作目のシングル。

## リリース
1987年6月21日に、キャニオン・レコードのNAVレーベルから7インチレコードとして発売された。
本来は、1987年5月2日に「どうする?」をリリース予定であったが、最初の歌詞が「歌詞にわいせつな表現が含まれる」という経緯で協議の上、発売中止となる。
「どうする?」は、歌詞と発売日を変更して9月11日に発売されたが、発売を中止したままではシングルのリリースが空きすぎるとの判断から、ストックとして用意されていた本作を、田原のデビュー8周年記念日である6月21日に発売する運びになった。

## 収録曲
| 全作曲: 筒美京平。 |                                |           |            |          |      |
| #                  | タイトル                       | 作詞      | 作曲・編曲 | 編曲     | 時間 |
| 1.                 | 「“さようなら”からはじめよう」 | 宮下智    | 筒美京平   | 船山基紀 | 3:54 |
| 2.                 | 「愛の休日」                   | 橋本淳    | 筒美京平   | 中村哲   | 4:02 |
| 合計時間:          | 合計時間:                      | 合計時間: | 合計時間:  | 7:56     |      |